# 朱洪志
朱洪志（1987年—），笔名我吃西红柿，男，江苏宝应黄塍人，中国网络小说作家，阅文集团白金作家，网络文学代表人物之一，富豪榜上的作家。作品類型主要为玄幻小说、仙侠小说，是起点中文网的作家，一些网友常称他为“番茄”。

## 生平
我吃西红柿毕业于苏州大学数学系。
2011年5月1日与网络写手九穗禾结婚。2013年4月11日得子，被他称为“小番茄”。

## 作品
- 《星峰傳說》
- 《寸芒》
- 《星辰變》
- 《盤龍》
- 《九鼎記》
- 《吞噬星空》
- 《莽荒纪》
- 《雪鷹領主》
- 《飛劍問道》
- 《沧元图》
- 《宇宙职业选手》
- 《吞噬星空2起源大陆》